# Swadick Sanudi
Swadick Sanudi (* 21. října 1983) je fotbalový brankář a reprezentant Malawi, který v současné době hraje v malawském klubu Big Bullets FC.

## Klubová kariéra
Sanudi hrál kopanou v Jihoafrické republice, kde nastupoval za kluby AmaZulu FC a poté Jomo Cosmos FC. Následně působil několik let v malawském Big Bullets FC. V roce 2005 se vrátil do JAR, kde hrál tentokrát za Dynamos FC a pak za African Wanderers FC. Od července 2011 hraje opět v Malawi za Big Bullets FC (platí k lednu 2014).

## Reprezentační kariéra
V seniorské reprezentaci Malawi debutoval v roce 2000. Zúčastnil se Afrického poháru národů 2010 v Angole, kde se tým Malawi střetl v základní skupině A postupně s Alžírskem (výhra 3:0), domácí Angolou (porážka 0:2) a reprezentací Mali (porážka 1:3). Na turnaji byl brankářskou jedničkou a odchytal všechny tři zápasy. Malawi obsadilo ve skupině se ziskem 3 bodů nepostupové čtvrté místo.